# Tereza Teller
Tereza Teller, nome artístico de Maria Therezinha Fonseca (Curitiba, 27 de novembro de 1944) é uma atriz brasileira, formada pela Escola de Arte Dramática de Alfredo Mesquita, na turma de 1969.

## Filmografia

### Televisão
| Ano  | Título                  | Personagem |
| ---- | ----------------------- | ---------- |
| 1971 | Quarenta Anos Depois    | —          |
| 1972 | Bel-Ami                 | —          |
| 1972 | Camomila e Bem-Me-Quer  | Mariana    |
| 1973 | O Conde Zebra           | Falseta    |
| 1973 | Rosa-dos-Ventos         | Angelita   |
| 1974 | Os Inocentes            | Lurdinha   |
| 1976 | Tchan, a Grande Sacada  | Sônia      |
| 1978 | Salário Mínimo          | Teca       |
| 1983 | Pecado de Amor          | —          |
| 1983 | Razão de Viver          | Santa      |
| 1984 | Meus Filhos, Minha Vida | Cristina   |
| 1987 | Bambolê                 | Zuleika    |

### Cinema
| Ano  | Título                         | Personagem |
| ---- | ------------------------------ | ---------- |
| 1970 | A Moreninha                    | Quinquinha |
| 1972 | Ali Babá e os Quarenta Ladrões | Sônia      |
| 1978 | O Bem Dotado, o Homem de Itu   | Clotilde   |
| 1980 | Viúvas Precisam de Consolo     | Carminha   |

## No Teatro[5]
- 1968 - O Rato no Muro
- 1969 - Pedro Pedreiro
- 1970 - O Comprador de Fazendas
- 1971 - Castro Alves Pede Passagem
- 1972 -  Sonho de Uma Noite de Verão
- 1977 - Pedreira das Almas
- 1981 - O Dia em que Raptaram o Papa
- 1986/1987 - O Peru
- 1988 - Flicts
- 1990 - As Generosas
- 1995 - O Peru
- 1998 - Minha Futura Ex
- 2002 - Valsa na Varanda
- 2006, 2008 - Memórias Póstumas de Brás Cubas